# Ludeman Glacier
Ludeman Glacier är en glaciär i Antarktis. Den ligger i Östantarktis. Nya Zeeland gör anspråk på området. Ludeman Glacier ligger 1 539 meter över havet.
Terrängen runt Ludeman Glacier är varierad, och sluttar brant västerut. Trakten är obefolkad. Det finns inga samhällen i närheten.